# Campeonato Europeu de Patinação Artística no Gelo de 1978
O Campeonato Europeu de Patinação Artística no Gelo de 1978 foi a septuagésima edição do Campeonato Europeu de Patinação Artística no Gelo, um evento anual de patinação artística no gelo organizado pela União Internacional de Patinação (em inglês:  International Skating Union) onde os patinadores artísticos competem pelo título de campeão europeu. A competição foi disputada entre os dias 31 de janeiro e 5 de fevereiro, na cidade de Estrasburgo, França.

## Eventos
- Individual masculino
- Individual feminino
- Duplas
- Dança no gelo

## Medalhistas
| Evento                        | Ouro                                                | Prata                                                   | Bronze                                             |
| Individual masculino detalhes | Jan Hoffmann · Alemanha Oriental                    | Vladimir Kovalev · União Soviética                      | Robin Cousins · Reino Unido                        |
| Individual feminino detalhes  | Anett Pötzsch · Alemanha Oriental                   | Dagmar Lurz · Alemanha Ocidental                        | Elena Vodorezova · União Soviética                 |
| Duplas detalhes               | Irina Rodnina · Alexander Zaitsev · União Soviética | Marina Cherkasova · Sergei Shakhrai · União Soviética   | Manuela Mager · Uwe Bewersdorf · Alemanha Oriental |
| Dança no gelo detalhes        | Irina Moiseeva · Andrei Minenkov · União Soviética  | Natalia Linichuk · Gennadi Karponosov · União Soviética | Krisztina Regőczy · András Sallay · Hungria        |

## Resultados

### Individual masculino
| Pos.              | Nome                     | Nacionalidade      |
| ----------------- | ------------------------ | ------------------ |
| Medalha de ouro   | Jan Hoffmann             | Alemanha Oriental  |
| Medalha de prata  | Vladimir Kovalev         | União Soviética    |
| Medalha de bronze | Robin Cousins            | Reino Unido        |
| 4                 | Igor Bobrin              | União Soviética    |
| 5                 | Yuri Ovchinnikov         | União Soviética    |
| 6                 | Mario Liebers            | Alemanha Oriental  |
| 7                 | Rudi Cerne               | Alemanha Ocidental |
| 8                 | Miroslav Soska           | Tchecoslováquia    |
| 9                 | Gerd-Walter Gräbner      | Alemanha Ocidental |
| 10                | Gilles Beyer             | França             |
| 11                | Grzegorz Głowania        | Polônia            |
| 12                | Andrew Bestwick          | Reino Unido        |
| 13                | Thomas Öberg             | Suécia             |
| 14                | Bruno Watschinger        | Áustria            |
| 15                | Matijaz Krusec           | Iugoslávia         |
| 16                | Francis Demarteau        | Bélgica            |
| 17                | Jan Glerup               | Dinamarca          |
| WD                | Helmut Kristofics-Binder | Áustria            |

### Individual feminino
| Pos.              | Nome                    | Nacionalidade      |
| ----------------- | ----------------------- | ------------------ |
| Medalha de ouro   | Anett Pötzsch           | Alemanha Oriental  |
| Medalha de prata  | Dagmar Lurz             | Alemanha Ocidental |
| Medalha de bronze | Elena Vodorezova        | União Soviética    |
| 4                 | Denise Biellmann        | Suíça              |
| 5                 | Susanna Driano          | Itália             |
| 6                 | Kristiina Wegelius      | Finlândia          |
| 7                 | Carola Weißenberg       | Alemanha Oriental  |
| 8                 | Danielle Rieder         | Itália             |
| 9                 | Natalia Strelkova       | União Soviética    |
| 10                | Karena Richardson       | Reino Unido        |
| 11                | Renata Baierova         | Tchecoslováquia    |
| 12                | Karin Riediger          | Alemanha Ocidental |
| 13                | Zhanna Ilina            | União Soviética    |
| 14                | Garnet Ostermeier       | Alemanha Ocidental |
| 15                | Susan Broman            | Finlândia          |
| 16                | Sanda Dubravčić         | Iugoslávia         |
| 17                | Astrid Jansen in de Wal | Países Baixos      |
| 18                | Franca Bianconi         | Itália             |
| 19                | Cecile Antonelli        | França             |
| 20                | Christina Svensson      | Suécia             |
| 21                | Helena Chwila           | Polônia            |
| 22                | Patricia Fiorucci       | Itália             |

### Duplas
| Pos.              | Nome                                 | Nacionalidade      |
| ----------------- | ------------------------------------ | ------------------ |
| Medalha de ouro   | Irina Rodnina / Alexander Zaitsev    | União Soviética    |
| Medalha de prata  | Marina Cherkasova / Sergei Shakhrai  | União Soviética    |
| Medalha de bronze | Manuela Mager / Uwe Bewersdorf       | Alemanha Oriental  |
| 4                 | Sabine Baeß / Tassilo Thierbach      | Alemanha Oriental  |
| 5                 | Ingrid Spieglova / Alan Spiegel      | Tchecoslováquia    |
| 6                 | Kerstin Stolfig / Veit Keme          | Alemanha Oriental  |
| 7                 | Marina Pestova / Stanislav Leonovich | União Soviética    |
| 8                 | Susanne Scheibe / Andreas Nischwitz  | Alemanha Ocidental |
| 9                 | Sabine Fuchs / Xavier Videau         | França             |
| 10                | Elżbieta Łuczyńska / Marek Chrolenko | Polônia            |
| 11                | Gabriele Beck / Jochen Stahl         | Alemanha Ocidental |
| 12                | Catherine Brunet / Philippe Brunet   | França             |

### Dança no gelo
| Pos.              | Nome                                    | Nacionalidade      |
| ----------------- | --------------------------------------- | ------------------ |
| Medalha de ouro   | Irina Moiseeva / Andrei Minenkov        | União Soviética    |
| Medalha de prata  | Natalia Linichuk / Gennadi Karponosov   | União Soviética    |
| Medalha de bronze | Krisztina Regőczy / András Sallay       | Hungria            |
| 4                 | Janet Thompson / Warren Maxwell         | Reino Unido        |
| 5                 | Liliana Rehakova / Stanislav Drastich   | Tchecoslováquia    |
| 6                 | Marina Zoueva / Andrei Vitman           | União Soviética    |
| 7                 | Kay Barsdell / Kenneth Foster           | Reino Unido        |
| 8                 | Isabella Rizzi / Luigi Freroni          | Itália             |
| 9                 | Jayne Torvill / Christopher Dean        | Reino Unido        |
| 10                | Susi Handschmann / Peter Handschmann    | Suíça              |
| 11                | Henriette Fröschl / Christian Steiner   | Alemanha Ocidental |
| 12                | Halina Gordon / Jacek Tascher           | Polônia            |
| 13                | Muriel Boucher / Yves Malatier          | França             |
| 14                | Elisabetta Parisi / Marco Gobbo         | Itália             |
| 15                | Elisabeth Luksch / Peter Schubl         | Suíça              |
| 16                | Rita Karpat / Istvan Palasthy           | Hungria            |
| WD                | Jolanta Wesołowska / Andrezej Alberciak | Polônia            |

## Quadro de medalhas
| Ordem | País               | Medalha de ouro | Medalha de prata | Medalha de bronze |    | Ordem por total |
| ----- | ------------------ | --------------- | ---------------- | ----------------- | -- | --------------- |
| 1     | União Soviética    | 2               | 3                | 1                 | 6  | 1               |
| 2     | Alemanha Oriental  | 2               |                  | 1                 | 3  | 2               |
| 3     | Alemanha Ocidental |                 | 1                |                   | 1  | 3               |
| 4     | Hungria            |                 |                  | 1                 | 1  | 3               |
| 4     | Reino Unido        |                 |                  | 1                 | 1  | 3               |
| TOTAL | TOTAL              | 4               | 4                | 4                 | 12 | —               |